# La Cofradía Grande
La Cofradía Grande är en ort i Mexiko, tillhörande kommunen Aculco i den nordvästra delen av delstaten Mexiko, i den centrala delen av landet. Orten hade 106 invånare vid folkräkningen 2010.